# سجن بيتالك
سجن بيتالك (بالروسية: Бутырская тюрьма) هو سجن في منطقة تفيرسكوي في وسط موسكو، يعتبر خلال الحقبة السوفياتية من أكثر السجون سرية لاحتوائه على العديد من السجناء السياسيين. تم بناء السجن في القرن 18.

## معرض الصور

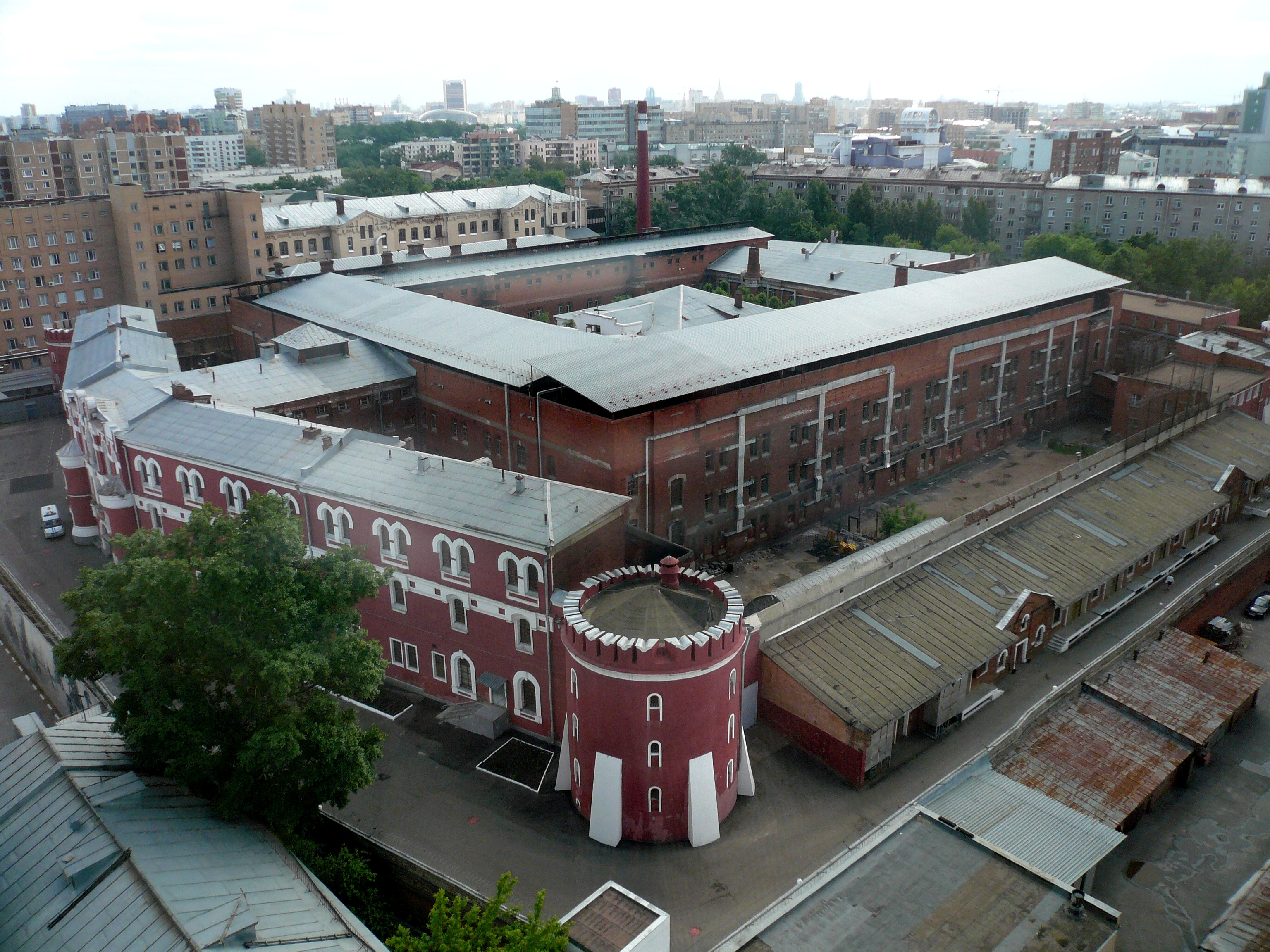
سجن بيتالك في 2010
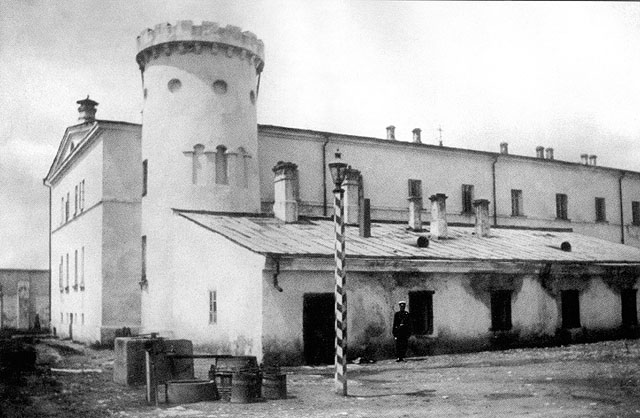
سجن بيتالك في 1890